# Passula scabricula
Passula scabricula is een hooiwagen uit de familie Assamiidae.